# Rainer S. Elkar
Rainer S. Elkar (* 10. März 1945 in Neustadt an der Aisch) ist ein deutscher Historiker. Er lehrte Wirtschafts- und Sozialgeschichte an der Universität der Bundeswehr München. Seine Forschungsgebiete sind Handwerks-, Bildungs-, Geld- und Regionalgeschichte.

## Leben
Elkar studierte ab 1965 Geschichte, Germanistik, Kunstgeschichte und Politikwissenschaft an den Universitäten Würzburg und Freiburg. Er war Stipendiat des Evangelischen Studienwerks Villigst. 1970 legte er die Lehramtsprüfung für Gymnasien in Baden-Württemberg ab. Ab 1973 arbeitete er als Fachschullehrer für Politik in der Ausbildung für Heilerziehungsberufe an den Alsterdorfer Anstalten in Hamburg und Wissenschaftliche Hilfskraft an der Universität Hamburg, wo er 1978 bei Rainer Wohlfeil mit der Arbeit Junges Deutschland in polemischem Zeitalter promoviert wurde.
Zuvor wurde er bereits 1975 Assistent und später Akademischer Rat und Oberrat am Lehrstuhl für Wirtschafts- und Sozialgeschichte (Harald Witthöft), der Universität Siegen sowie ab 1977 Mitglied des Gründungssenates und des Senates der Universität Siegen sowie stellvertretender Vorsitzender des Konvents. Er blieb dies bis 1992. 1990 gehörte er zu den Mitgründern des Instituts für europäische Regionalforschungen, dessen Geschäftsführer er als Akademischer Direktor wurde. 1994 habilitierte er sich in Siegen mit Studien zur Handwerksgeschichte.
Anschließend übernahm er an der Universität der Bundeswehr München eine Professurvertretung. Von 1998 bis 2010 hatte er eine ordentliche Professur für Wirtschafts- und Sozialgeschichte an der Universität der Bundeswehr in München inne. Zudem gehört er seit 1998 dem Beirat des Bayerischen Wirtschaftsarchivs an. 2007 nahm er als Oberleutnant zur See an einer Informationswehrübung teil. Schließlich wurde er 2010 Mitglied des Universitätsrates von Schleswig-Holstein.
Bundesweite Aufmerksamkeit erlangte er, als er sich gegen den Verteidigungsminister Karl-Theodor zu Guttenberg als seinen vormals obersten Dienstherrn stellte, indem er in dessen Promotionsangelegenheit anmahnte: „Offiziere handeln in Führungspositionen. Sie müssen dem Grundsatz der Wahrheit verpflichtet sein und vorbildlich handeln. Dies gilt natürlich auch für den Verteidigungsminister.“

## Schriften (Auswahl)
- Junges Deutschland in polemischem Zeitalter. Das schleswig-holsteinische Bildungsbürgertum in der ersten Hälfte des 19. Jahrhunderts. Droste, Düsseldorf 1979. ISBN 3-7700-0535-X.
- als Hrsg.: Europas unruhige Regionen. Geschichtsbewusstsein und europäischer Regionalismus. Klett, Stuttgart 1981.
- als Hrsg.: Deutsches Handwerk in Spätmittelalter und Früher Neuzeit. Sozialgeschichte – Volkskunde – Literaturgeschichte (= Göttinger Beiträge zur Wirtschafts- und Sozialgeschichte. Band 9). Verlag Otto Schwartz, Göttingen 1983. ISBN 3-509-01318-2.
- mit Ulf Dirlmeier und Gerhard Fouquet: Öffentliches Bauen in Mittelalter und früher Neuzeit. Abrechnungen als Quellen für die Finanz-, Wirtschafts- und Sozialgeschichte des Bauwesens. Scripta Mercaturae, St. Katharinen 1991.
- mit Detlef Briesen, Gerhard Brunn und Jürgen Reulecke: Gesellschafts- und Wirtschaftsgeschichte Rheinlands und Westfalens (= Schriften zur politischen Landeskunde Nordrhein-Westfalens. Band 9). W. Kohlhammer, Köln 1995. ISBN 3-17-013320-9.
- Menschen – Häuser – Schicksale. Hilchenbach zwischen Monarchie, Diktatur und Republik. Kreuztal 1992. ISBN 3-925498-41-9.
- als Hrsg. mit Jürgen Schawacht: Siegen 1896. Bilder und Notizen aus der preußischen Provinz. Verlag Vorländer, Siegen 1996. ISBN 3-923483-21-X.
- mit Werner Mayer: Handwerk – Eine Karriere. Handwerk an Rhein und Ruhr im 20. Jahrhundert. Droste, Düsseldorf 2000. ISBN 3-7700-1126-0.
- mit Katrin Keller und Helmuth Schneider: Handwerk – Von den Anfängen bis zur Gegenwart. Theiss Verlag, Darmstadt 2014. ISBN 978-3-8062-2783-3.
- Studieren in Kiel. Eine historisch-politische Zeitreise von den Anfängen bis zur Gegenwart (= Sonderveröffentlichungen der Gesellschaft für Kieler Stadtgeschichte. Band 77). Husum Druck- und Verlagsgesellschaft, Husum 2015. ISBN 978-3-89876-795-8.